# ریسینکارپس
ریسینُکارپُس، یک گیاه از خانواده Euphorbiaceae که برای اولین بار به عنوان در سال 1817 یافت شد. این گیاه، گیاه بومی در استرالیا است.